# ووبی (نرم‌افزار)
ووبی (به انگلیسی: Wubi) که کوتاه‌شده عبارت Windows-based Ubuntu Installer به معنای «نصاب مبتنی بر ویندوز اوبونتو» است، نصاب رسمی سیستم‌عامل اوبونتو برای مایکروسافت ویندوز است که به صورت نرم‌افزار آزاد منتشر می‌شود. این برنامه، اوبونتو را بر روی یک پارتیشن ویندوزی از قبل موجود نصب می‌کند و نیازی به پارتیشن‌بندی ندارد. ووبی به صورت یک پروژه مستقل کار خود را آغاز کرد و نسخه‌هایی از جمله نسخه ۷٫۰۴ و ۷٫۱۰ غیررسمی بودند. از نسخه ۸٫۰۴ به بعد، کدهای وودی با اوبونتو ادغام شد و از نسخه 8.04 alpha ۵ ووبی را در دیسک زنده اوبونتو هم قرار داده شده بود. این برنامه در نسخه ۱۳٫۰۴ حذف شد. هدف این پروژه این بود که کاربران ویندوزی که با لینوکس چندان آشنا نبودند، بتوانند بدون خطر از دست دادن اطلاعات خود (به خاطر اشتباهات در حین انجام پارتیشن‌بندی و فرمت کردن دیسک سخت) اوبونتو را بر روی رایانه خود نصب کنند. این برنامه همچنین می‌توانست اوبونتو را به صورت ایمن از روی دیسک پاک کند.